# Saint-Hippolyte-le-Graveyron
Saint-Hippolyte-le-Graveyron település Franciaországban, Vaucluse megyében. Lakosainak száma 170 fő (2022. január 1.). Saint-Hippolyte-le-Graveyron Caromb, Carpentras, Aubignan, Beaumes-de-Venise, La Roque-Alric és Le Barroux községekkel határos.

## Népesség
A település népessége az elmúlt években az alábbi módon változott:
| Lakosok száma | 174  | 182  | 187  | 178  | 172  | 167  | 169  | 169  | 170  |
|               | 2013 | 2015 | 2016 | 2017 | 2018 | 2019 | 2020 | 2021 | 2022 |